# Gratschach

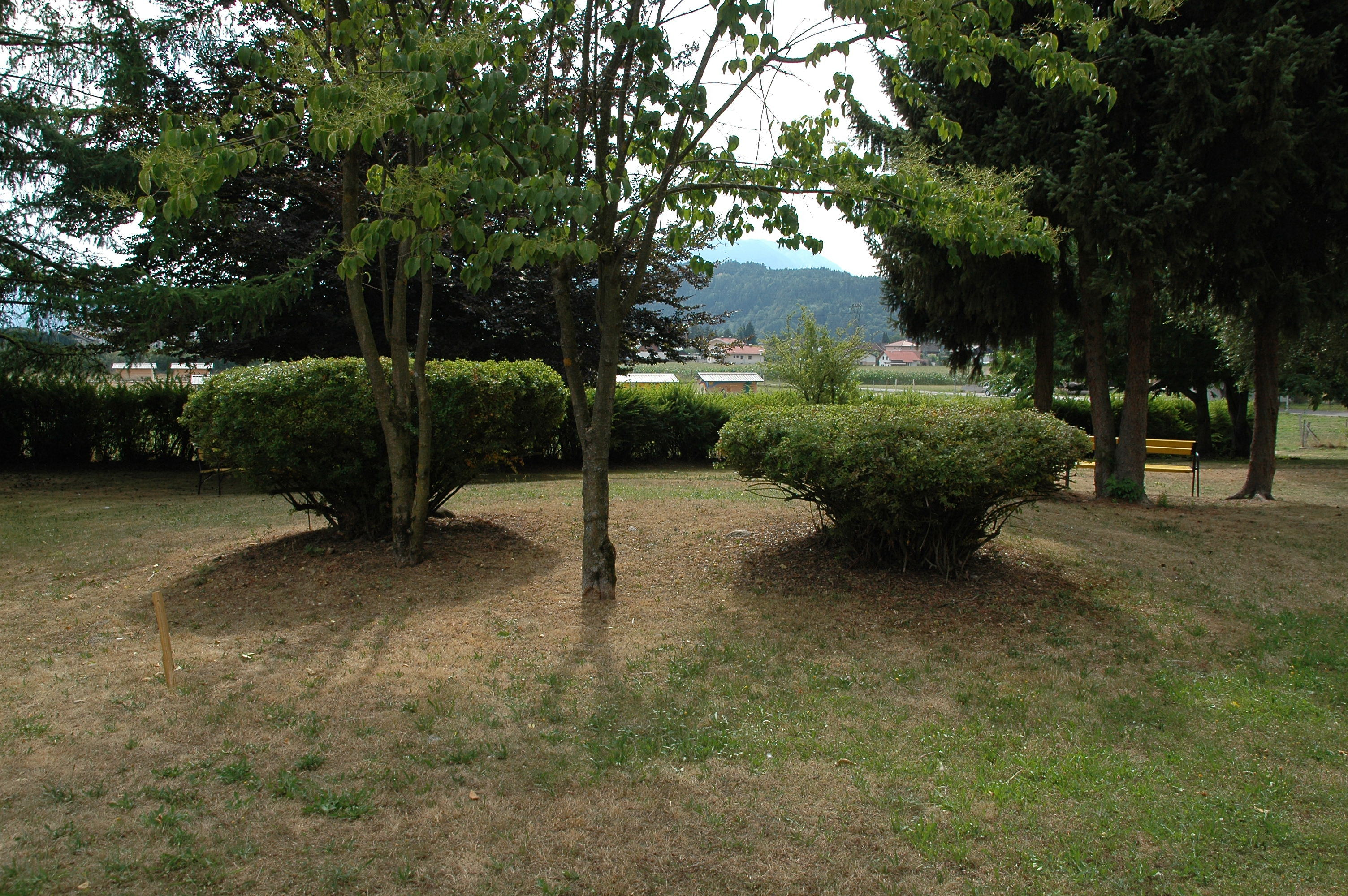
Gratschacher Kultstätte

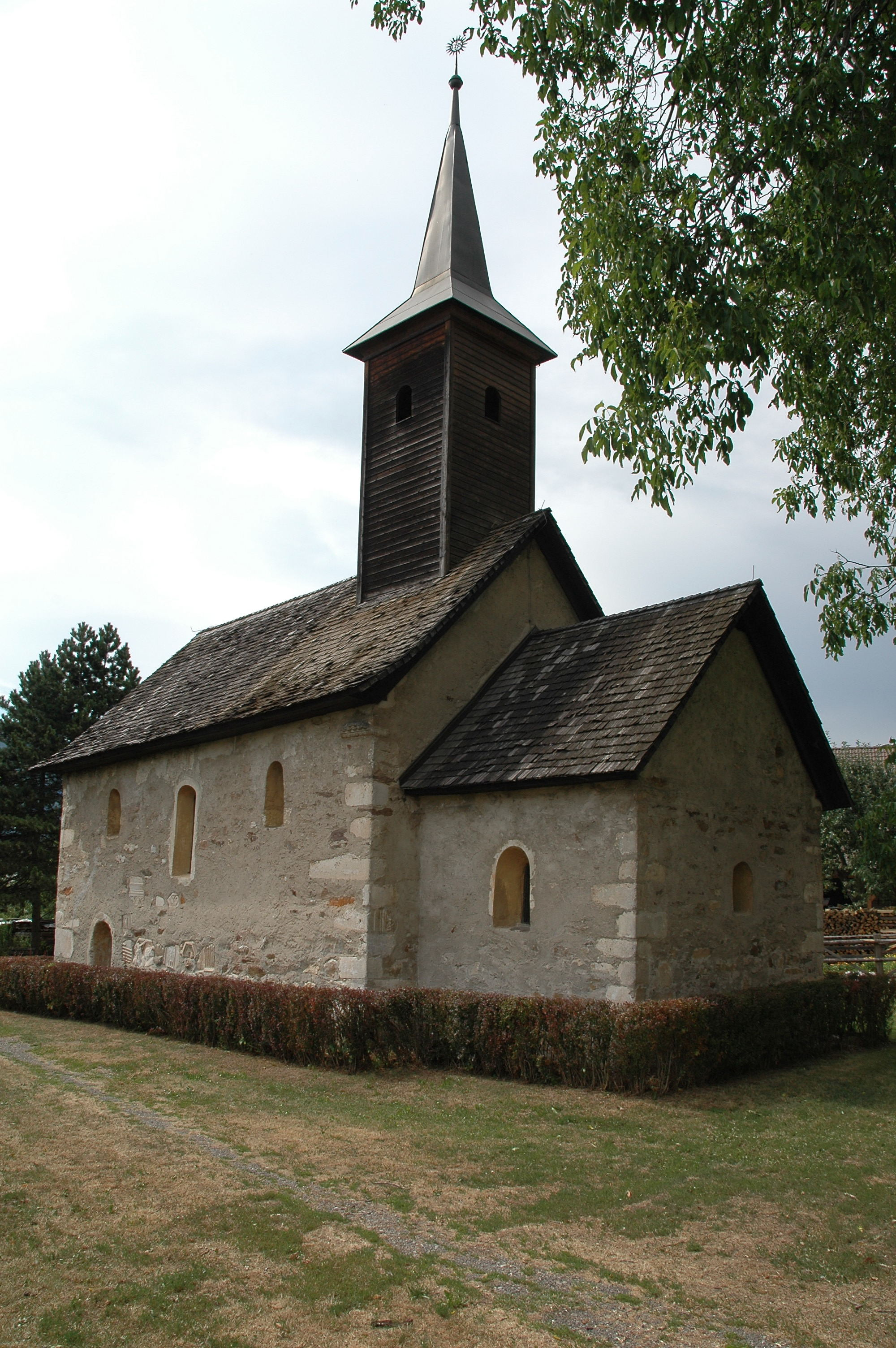
Gratschacher Kirche

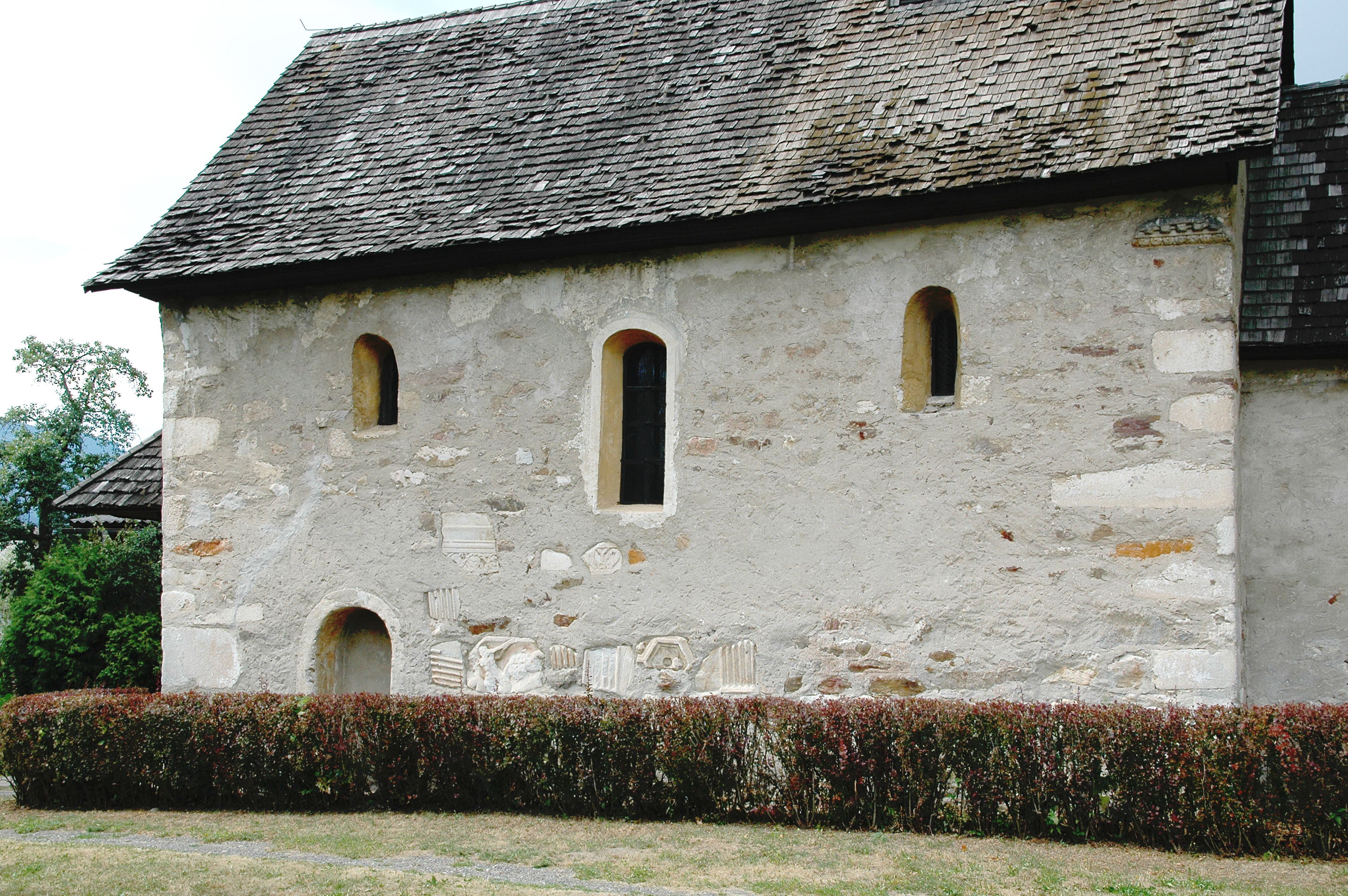
Spolien an der Kirchensüdwand

Gratschach ist sowohl Stadtteil wie auch Katastralgemeinde und Ortschaft der Statutarstadt Villach. Das Haufendorf selbst liegt zwischen Landskron und dem Ossiacher See, am Fuß des Westausläufers der Ossiacher Tauern unterhalb der Burgruine Landskron.

## Geschichte
Keltische Gräber zeugen von der ersten Besiedelung des Ortes. Beim Michaeler Teich wurde eine elitäre Grabhügelgruppe der älteren Hallstattkultur ausgegraben. Eine Römerstraße führte durch das Ortsgebiet. Gratschach gelangte über die Grafen von Eppenstein an die Grafen von Treffen. Die erste urkundliche Erwähnung erfolgte 1163, als Wolfrad von Treffen, seine Frau Hemma und ihr einziger Sohn Ulrich II. von Treffen (Patriarch von Aquileja)  ihren Besitz in Gratschach gemeinsam mit Treffen und dem benachbarten Tiffen an das Patriarchat von Aquileja übertragen hatten.
Von der Arbeitsgemeinschaft und dem Kulturverein Landskron stammt die Inschrifttafel an der über 2000 Jahre alten Kultstätte, neben der auch eine kleine Kirche steht:

„Erinnerungstafel an den Silberbergbau am Südwesthang der Ossiachertauern, am Jungfernsprung und am Burgberg Landskron, früher Scheuerberg genannt, sowie am Oswaldiberg und am Wollanigberg. Es wurde aber auch nach Blei, Gold und Eisen geschürft. Die Betreiber dieses bedeutungsvollen Erzabbaues waren unter anderem: Aquileia, Bamberg, Salzburg, Ötting und Passau, aber auch die Fugger und andere Gewerke. Zahlreiche verfallene Bergwerksstollen (auch Knappenlöcher genannt) zeugen heute noch von der großen bergmännischen Bedeutung dieses Gebietes. Gratschach spielte zur Zeit des Bergwerkbetriebes, der vermutlich in die Antike zurückreicht, eine große Rolle. So wie schon jetzt Spuren aufgedeckt sind, so mag auch der Boden hier und rundherum noch manche Geheimnisse bergen.“

## Filialkirche Heilige Philipp und Jakob
Urkundlich wird die am Ortsrand gelegene Kirche das erste Mal im Jahre 1195/1196 erwähnt. Es ist eine im 12. Jahrhundert erbaute Eigenkirche des Klosters Ossiach, was im Chor mit der Jahreszahl 1512 bezeichnet ist. 1949 wurden zahlreiche römische Spolien aufgedeckt. 1987/89 führte man Restaurierungen und Grabungen durch.

### Äußeres
Das Bauwerk repräsentiert eine kleine romanische Kirche mit niedrigerem quadratischen Chor, einem östlich hölzernen Dachreiter, Spitzhelm und hölzernem Vordach im Westen. Südwand und Chor weisen kleine romanische Fenster auf. Die Filialkirche ist mit einem Schindeldach gedeckt. An der südlichen Außenmauer sind zahlreiche skulptierte Bruchstücke von einem römerzeitlichen Grabbau einzementiert: Pilasterfragmente, Tritonrelief, welches in der 2. Hälfte des 20. Jahrhunderts durch Vandalenakte (man schlug mit einem Hammer die erhabenen Teile des in ein Horn blasenden griechischen Meeresgottes ab) stark beschädigt wurde, Friesbalken mit Rankenornament, Delphinrelief, ferner ein Fragment mit einem eingeritzten Lämmchen unsicherer Datierung.

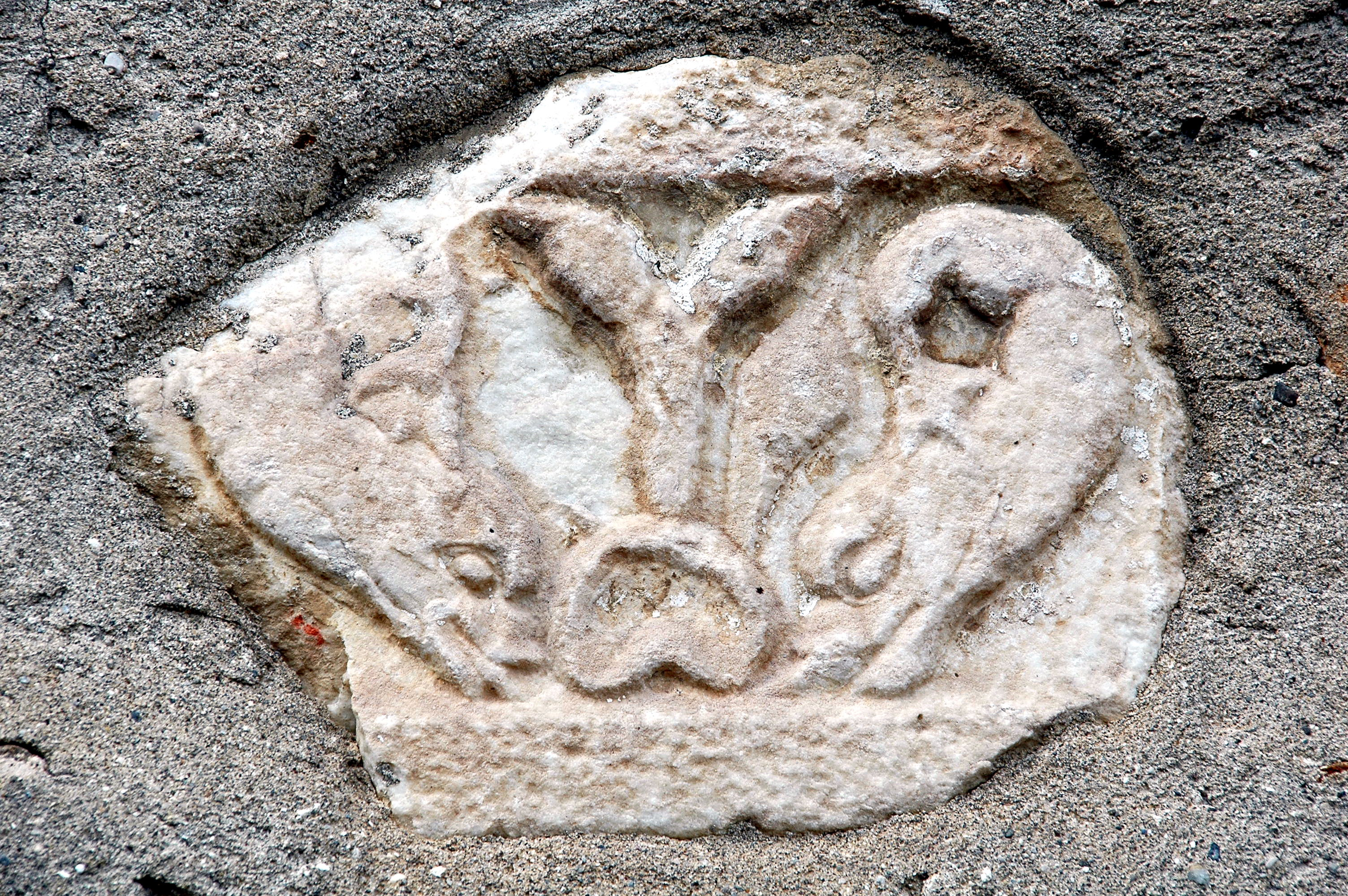
„Delphine“ von Gratschach
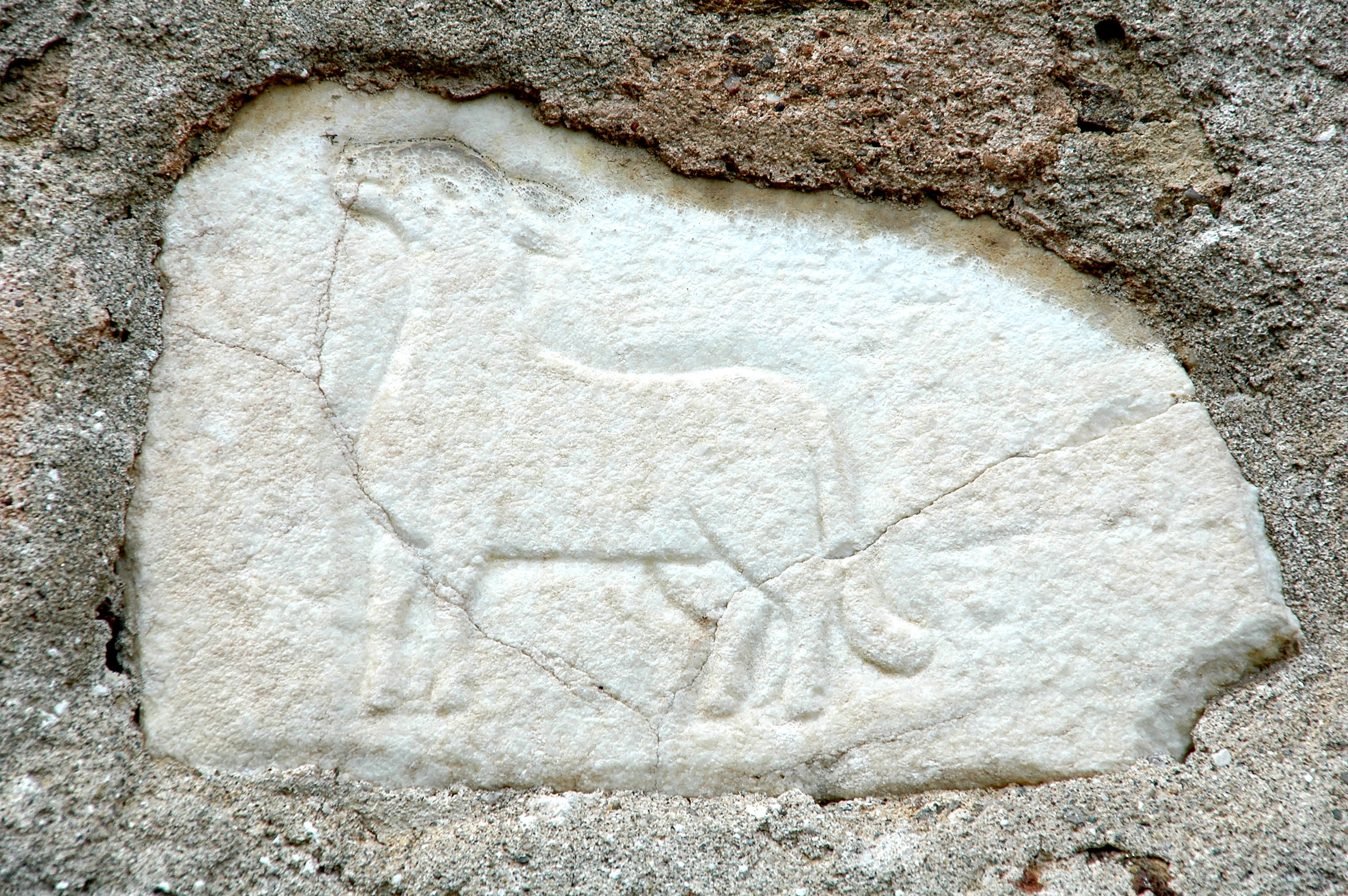
„Lämmchen“ von Gratschach
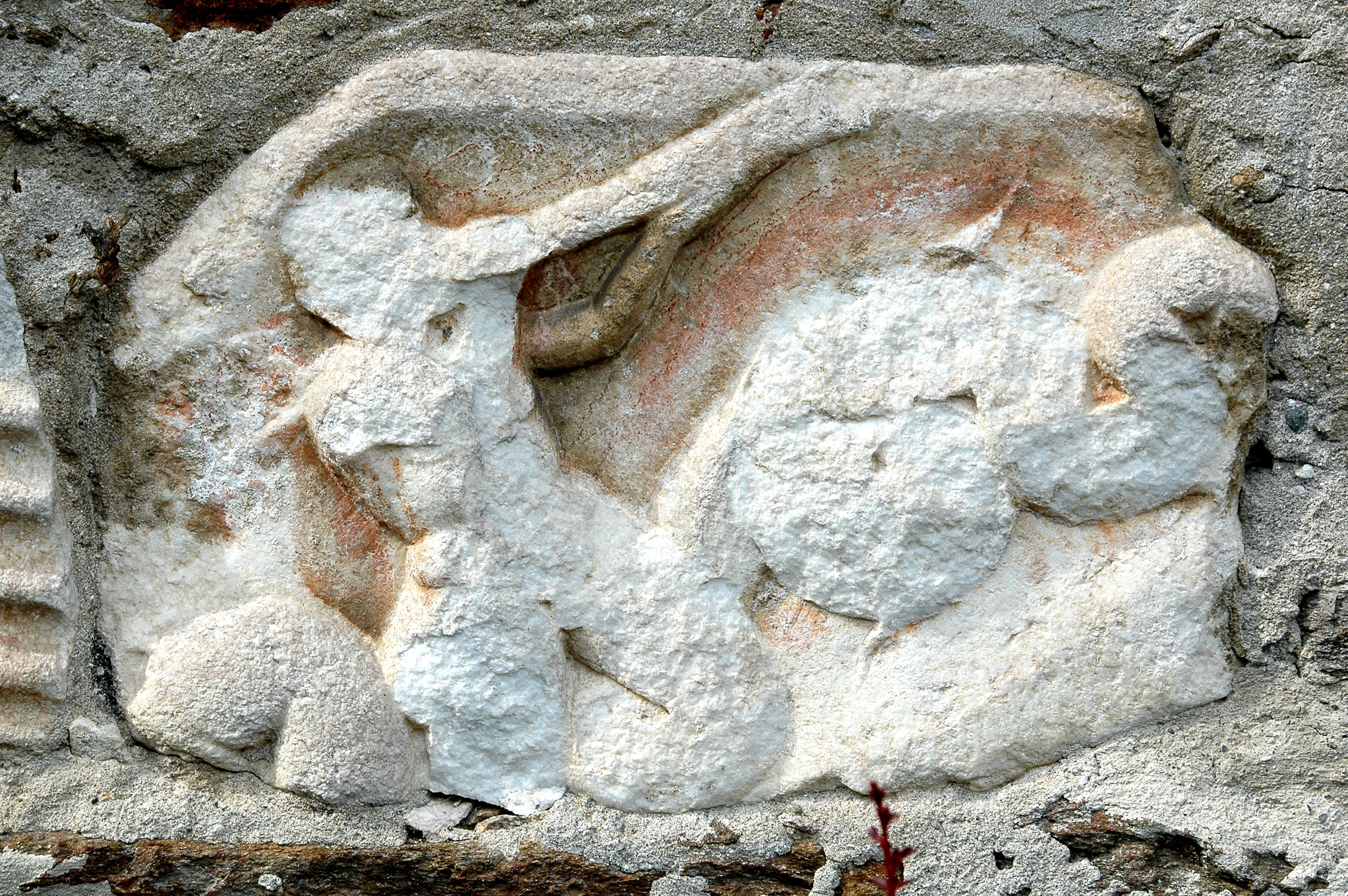
Tritonrelief von Gratschach

### Inneres
Saalartiges Langhaus mit Holzdecke, halbkreisförmiger Triumphbogen mit Kämpfern aus römerzeitlichen Steinen, eingezogener Chor mit Flachdecke. Bemerkenswerte Wandmalereien bezeichnet 1606, mit starken spätgotischen Reminiszenzen; an der Ostseite des Chores Heilige Rochus und Sebastian zwischen Säulenarchitektur; am Triumphbogen links Anna Selbdritt, hier bezeichnet 1606, in Medaillons Passion und Verkündigung. In der Triumphbogenlaibung hl. Jakobus mit betendem Pilger (Stifter?).
Retabelartiger Seitenaltar (früher Hochaltar), bezeichnet 1653, mit bemerkenswertem Gnadenstuhlbild.

## Gut Landskron
Das Gut liegt an der Max Lauritsch-Straße, Nr. 53–57 und ist ein freistehender, dreigeschoßiger, kubischer Bau unter einem Walmdach; die Halle präsentiert sich mit Stichkappentonne und Steingewändeportalen aus der 1. Hälfte des 18. Jahrhunderts. Die Tormauer weist eine Zinnenbekrönung auf.

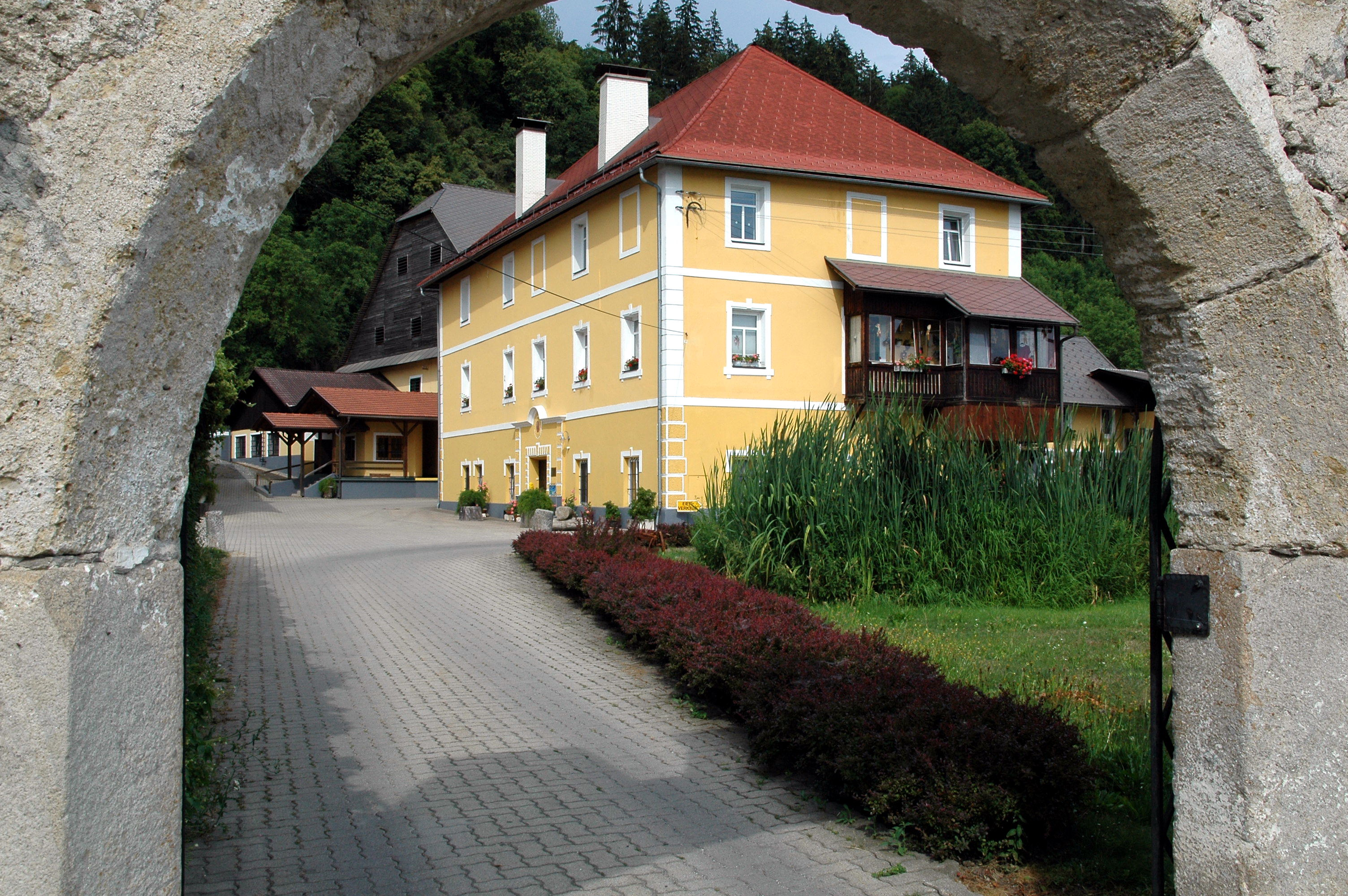
Gut Landskron in Gratschach
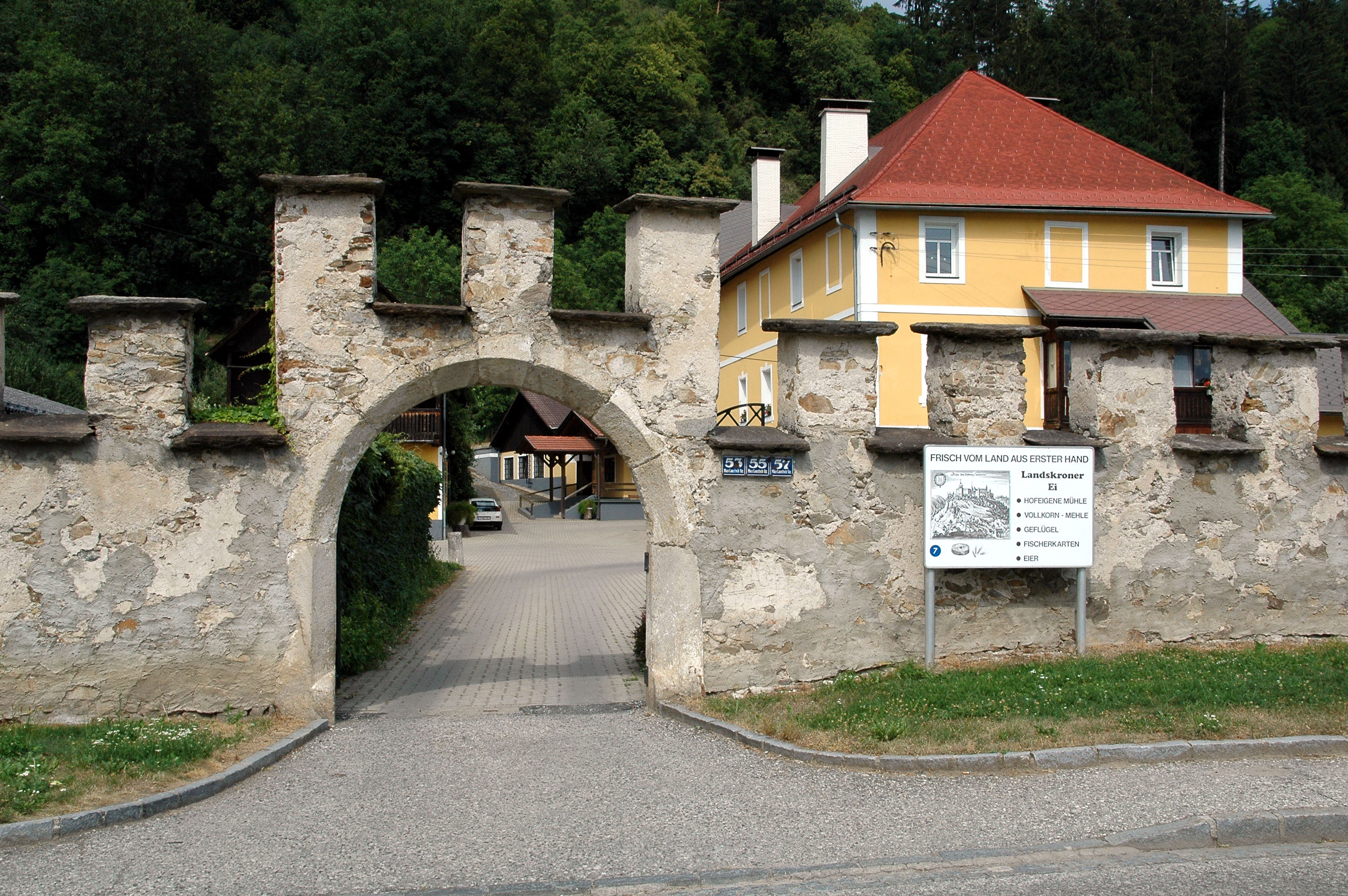
Tormauer von Gut Landskron
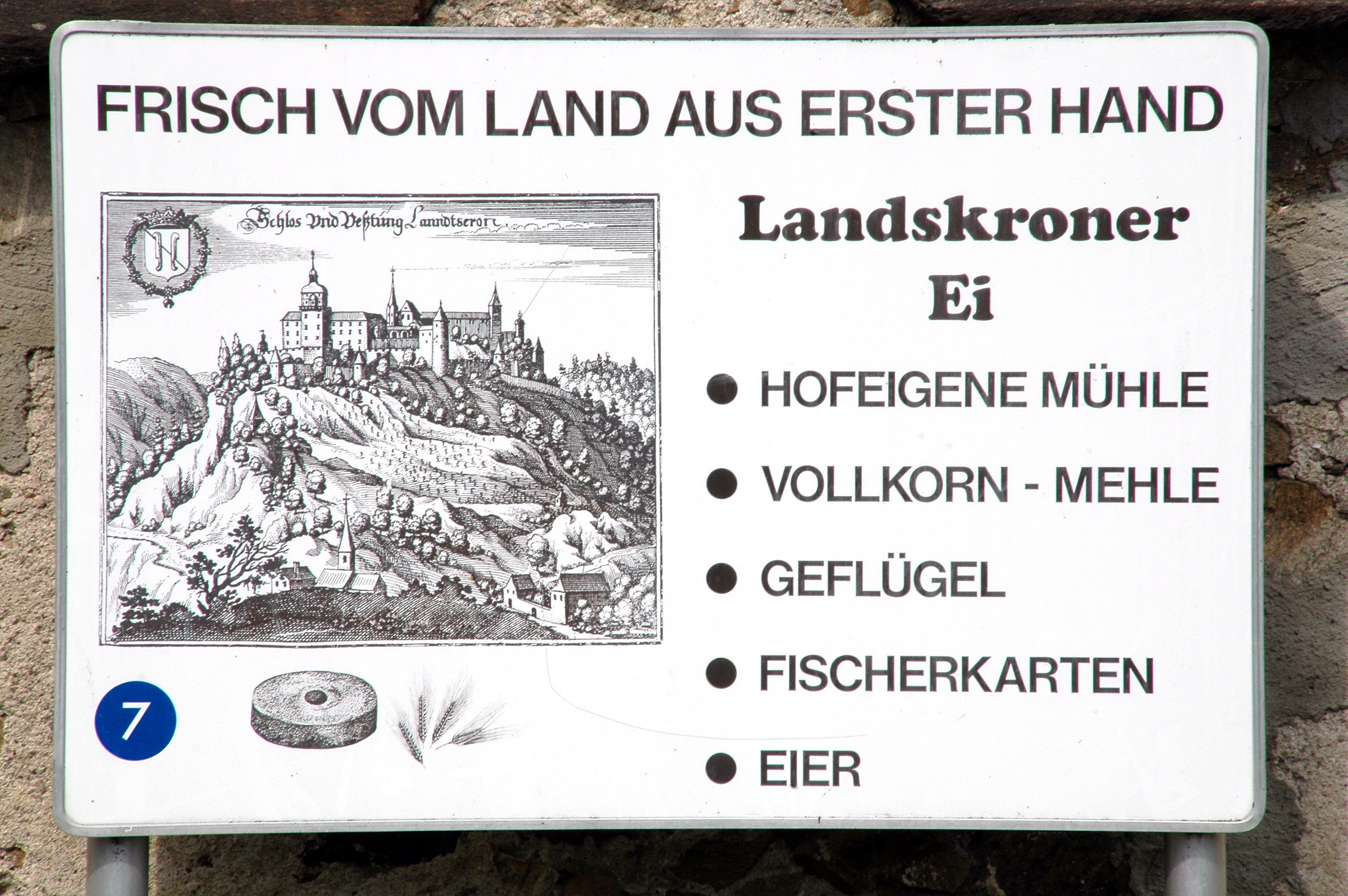
Tafel von Gut Landskron
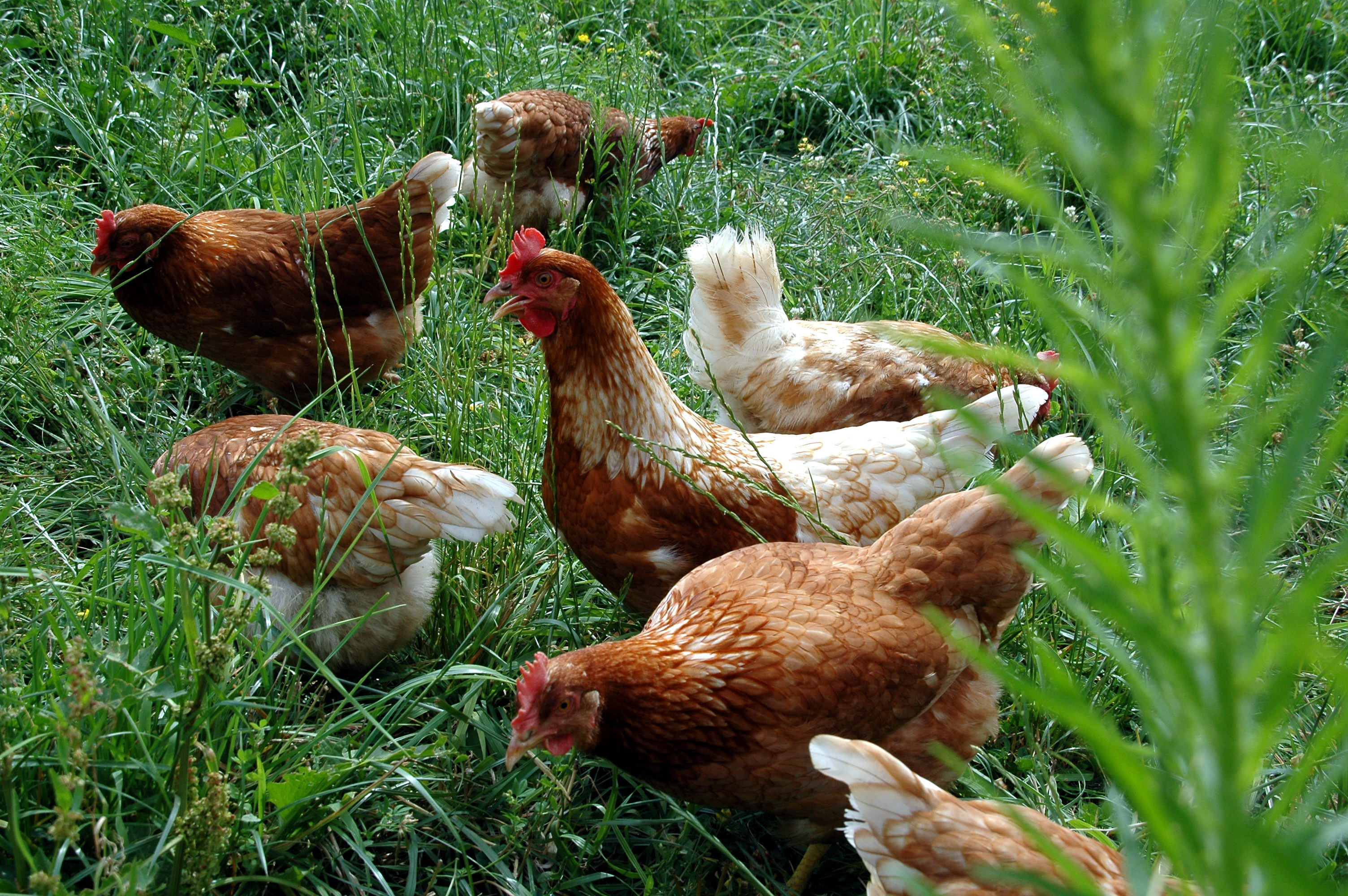
Hühnerfarm von Gut Landskron